# У̀
Cette page contient des caractères spéciaux ou non latins. S’ils s’affichent mal (▯, ?, etc.), consultez la page d’aide Unicode.
Le ou accent grave (capitale У̀, minuscule у̀) est une lettre de l'alphabet cyrillique utilisée dans certaines langues lorsque l’intonation est indiquée à l’aide de l’accent grave.

## Utilisations
Le У̀ est utilisé en bulgare lorsque l’intonation d’une syllabe est indiquée sur la voyelle У.

## Représentations informatiques
Le ou accent grave peut être représenté avec les caractères Unicode suivants :
- décomposé (cyrillique, diacritiques) :

| formes    | représentations | chaînes de caractères | points de code | descriptions                                            |
| --------- | --------------- | --------------------- | -------------- | ------------------------------------------------------- |
| capitale  | У̀               | У◌̀                    | U+0423 U+0300  | lettre majuscule cyrillique ou diacritique accent grave |
| minuscule | у̀               | у◌̀                    | U+0443 U+0300  | lettre minuscule cyrillique ou diacritique accent grave |